# Округ Калхун (Мисисипи)
Округ Калхун (енгл. Calhoun County) је округ у америчкој савезној држави Мисисипи.

## Демографија
По попису из 2010. године број становника је 14.962, што је 107 (-0,7%) становника мање него 2000. године.
| Група             | 2000.          | 2010.         |
| Белци             | 10.339 (68,6%) | 9.851 (65,8%) |
| Афроамериканци    | 4.318 (28,7%)  | 4.149 (27,7%) |
| Азијати           | 9 (0,1%)       | 16 (0,1%)     |
| Хиспаноамериканци | 318 (2,1%)     | 805 (5,4%)    |
| Укупно            | 15.069         | 14.962        |